# NGC 2381
NGC 2381 je galaksija u zviježđu Kobilici.

## Vanjske poveznice
- SEDS: NGC 2381